# Schwarzschild-Couder Telescope
Schwarzschild-Couder Telescope (SCT) , chiamato anche Prototype Schwarzschild-Couder Telescope (pSCT) è un progetto di telescopio all'interno del Cherenkov Telescope Array con ottica Schwarzschild-Couder, progettata nel 1905 da Karl Schwarzschild. È un progetto statunitense, con collaborazioni italiane, tedesche, giapponesi e messicane, proposto come versione del Medium Sized Telescope al CTA con l'obiettivo di installarne almeno 10 tra gli oltre 100 telescopi del complesso.

## Caratteristiche
È composto da due specchi del diametro di 9,7 m e 5,4 m, rispettivamente di 48 e 24 segmenti. Il secondo specchio permette di correggere le aberrazioni cromatiche e dispongono entrambi di ottica attiva, consentendo una migliore capacità di imaging e una migliore rilevazione di sorgenti deboli. L'ottica a doppio specchio consente la focalizzazione delle immagini su una superficie ridotta rispetto a un telescopio delle stesse dimensioni e singolo specchio ed è condivisa con il progetto italiano ASTRI. È ottimizzato per rilevare raggi gamma in un intervallo compreso tra 100 GeV e 10 TeV, ovvero approssimativamente mille miliardi di volte più energetica della radiazione visibile. Lo SCT ha anche una migliore risoluzione angolare, con un campo di 8° grazie a una minore Point Spread Function (funzione di diffusione del punto) e una risoluzione di 11.328 px (x 0,067°) grazie all'uso di fotomoltiplicatori al silicio (SiPM), evitando l'aumento dei costi. Utilizza lo stesso sistema di posizionamento del MST (Medium Sized Telescope) e condivide la tecnologia della telecamera con il GCT (SST - Small Sized Telescope). La complessa struttura di supporto ottico consente di fornire ombreggiature minime, controllo della luce diffusa e protezione dalla luce solare durante il giorno. La fotocamera, con diametro di 0,8 m è composta da un involucro meccanico, SiPM montati in moduli sul piano focale, elettronica front-end con preamplificatori e trigger di primo livello ed elettronica backplane che fornisce il trigger dello schema e l'hardware di acquisizione dati. I dati provenienti da nove backplane sottocampo verranno uniti e consegnati al server della fotocamera SCT utilizzando protocolli di comunicazione standard ad alta velocità. I segnali di trigger e di sincronizzazione temporale dai backplane verranno trasmessi dall'elettronica di trigger dell'array distribuito. Rispetto a VERITAS offre una risoluzione maggiore di un fattore 1,4 e in un array sarebbe di un fattore 2. La sensibilità per una sorgente fuori asse di 3,5° è favorita di un fattore 2, mentre per una sorgente in asse si riduce fino al 40%.

## Sviluppo
Il progetto del telescopio è stato concepito nel 2006 dai membri statunitensi e la costruzione del prototipo è stata finanziata nel 2012. La preparazione del prototipo (pSCT) è iniziata nel 2014, per poi assemblarne la struttura in acciaio due anni dopo. Agli inizi del 2018 è avvenuta l'installazione dello specchio primario, a cui sono seguiti la fotocamera e lo specchio secondario, rispettivamente nel maggio e nell'agosto dello stesso anno. Il 17 gennaio 2019 vi è stata l'inaugurazione del prototipo presso l'osservatorio Whipple, in Arizona, che meno di una settimana dopo (23 gennaio) ha compiuto la sua prima luce su dei lampi ultravioletti prodotti dal passaggio di raggi cosmici. Tra gennaio e febbraio 2020 ha effettuato una più intensa osservazione, rivolta alla Nebulosa Granchio, ma con una risoluzione limitata ancora a 1600 pixel, mentre si lavora per raggiungere il massimo delle prestazioni.

### Contributo italiano
Al telescopio hanno contribuito ricercatori dell'INAF e dell'INFN, principali finanziatori insieme alla National Science Foundation americana. Il sistema ideato da Scwarzschild è stato reso possibile grazie ai progressi da parte dell'osservatorio astronomico di Brera, del Media Lario Technologies Incorporated e l'INFN. Gli specchi del prototipo sono stati realizzati in Italia in collaborazione con l'INAF e i fotomoltiplicatori al silicio, facenti parte della fotocamera, sono frutto della Fondazione Bruno Kessler di Trento in collaborazione con l'INFN. Da parte dell'INFN si aggiunge il contributo alla camera stessa, all’elettronica di lettura della camera e allo sviluppo del software di analisi dati.